# (296753) Mustafamahmoud
(296753) Mustafamahmoud est un astéroïde de la ceinture principale.

## Description
(296753) Mustafamahmoud est un astéroïde de la ceinture principale. Il fut découvert le 19 octobre 2009 à Zelenchukskaya Station par Timur V. Kryachko. Il présente une orbite caractérisée par un demi-grand axe de 3,14 UA, une excentricité de 0,15 et une inclinaison de 16,2° par rapport à l'écliptique.
Il est nommé d'après Mustapha Mahmoud.

## Compléments